# Nikola Kojo
Nikola Kojo (Beograd, 5. rujna 1967.) je srbijanski glumac i redatelj kao i TV Voditelj kviza Najslabija karika.

## Životopis
Ime Nikola je dobio po pradjedu, koji je bio protojerej u Mostaru. Kojo je na filmu debitirao s nepunih 11 godina, ulogom dječaka Ivana u filmu Rad na određeno vrijeme iz 1980. godine. Tijekom 1980.-ih, odigrao je zapažene uloge u filmu Igmanski marš, TV seriji Sivi dom, i jednu od glavnih uloga u tri nastavka (Šta se zgodi kad se ljubav rodi, Žikina dinastija, Druga Žikina dinastija) vrlo popularnog filmskoga serijala Lude godine, što ga je profilirao u jednoga od najpoznatijih glumaca mlađe generacije u tadašnjoj Jugoslaviji. Godine 1992. odigrao je glavnu ulogu u filmu Srđana Dragojevića „Mi nismo anđeli“ po kojoj ostaje zapažen. Iako mu je sve to donijelo ogromnu popularnost i veliku medijsku pozornost, nastavio je sa sve većim uspjehom graditi ozbiljnije i izazovnije uloge, posljednjih godina uglavnom na filmu, jer se iz kazališta povukao na neodređeno vrijeme.
Tijekom 2013. i 2014. godine vodio je emisiju "Šou svih vremena", koja je emitirana na RTS-u.

## Vanjske poveznice
- Nikola Kojo u internetskoj bazi filmova IMDb-u (engl.)